# 扎克·奧馬利·格林伯格
扎克·奧馬利·格林伯格（英語：Zack O'Malley Greenburg，1985年3月8日—）是一名美國作家、記者和前童星，曾在《富比士》雜誌擔任高級編輯長達十年，主要負責音樂、媒體及娛樂領域的報導。他撰寫了五本書，包括《帝國心態：Jay-Z 如何從街頭走向企業高層》（2011年）以及《巨星天使投資人的誕生：從有錢，變超有錢！好萊塢與體壇如何破解創投密碼，顛覆矽谷》（2020年）。作為童星，他在1992年的電影《羅倫佐的油》中飾演洛倫佐·奧多內一角。

## 生平
格林伯格的寫作生涯始於14歲，當時他為《男孩生活》雜誌撰寫電子遊戲評論。後來，他為《耶魯日報》撰寫了多篇文章，其中一篇報導了一位大學外野手在遭遇車禍後幾乎喪命並重返賽場的故事，這篇報導讓他在高中四年級時獲得了美聯社獎項。
他曾為《富比士》雜誌、《富比士亞洲》和《富比士.com》撰寫超過1,000篇文章，報導過的名人包括艾希頓·庫奇、凱蒂·佩芮、布魯諾·馬爾斯、肯德里克·拉馬爾、艾力士·羅德里奎茲、50 Cent、托比·基思、史蒂夫·沃茲尼亞克、艾莉西亞·凱斯、斯威茲·比茲、露絲博士和理查德·布蘭森等。
此外，他也為《紐約時報》、《華盛頓郵報》、Billboard、McSweeney's等媒體撰稿，並多次在 CNBC、BBC、彭博社、路透社和 NPR 等印刷、網絡、廣播及視訊媒體上擔任專家消息來源。

## 個人生活
格林伯格的父母皆為作家：他的父親丹·格林伯格是《扎克檔案》系列的作者，母親蘇珊娜·奧馬利曾是《法律與秩序》電視劇的編劇，並撰寫過一本關於安德里亞·耶茨的書籍[需要引用]。
格林伯格早年作為兒童演員，曾與尼克·諾特和蘇珊·莎蘭登共同出演電影《羅倫佐的油》。他後來從紐約搬至哈德遜河畔黑斯廷斯，並於2003年從黑斯廷斯高中畢業。隨後，他成為《富比士》雜誌的撰稿人。

## 出版物
- Greenburg, Zack O'Malley. . Little, Brown. 2020. ISBN 978-0316485111.
- . 2018. ISBN 978-1478911784.
- Greenburg, Zack O'Malley. . Simon and Schuster. 2014. ISBN 978-1476705965.
- Greenburg, Zack O'Malley. . Portfolio / Penguin. 2011. ISBN 978-1591845409.

## 外部連結
- Zack O'Malley Greenburg profile （页面存档备份，存于）, Goodreads.com; accessed February 2, 2017.